# MP4播放器
MP4播放器（在中國常簡稱為MP4）是從中國大陸產生的常見可攜式媒體播放器市場行銷名詞。與MP3播放器這類幾乎廣泛播放MPEG-1 Audio Layer 3音樂檔的設備不同，MP4播放器跟MPEG-4 Part 14格式並沒有直接關係。相反地，它被市場認定為是MP3播放器的“下一代”（3+1=4）。現在已有廠商發行MP4播放器的繼承者──MP5播放器。MP4播放器仍是目前市場的大宗，而各個廠商也製造了各式各樣的MP5播放器。但是MP5播放器并没有明确的定义，而一些中国厂商已经开始制造所谓的“MP6”甚至“MP7”。

## 晶片組
瑞芯微電子的影片處理晶片「Rockchip」被引入至眾多MP4播放器，支援不含B畫格Xvid解碼器的AVI影片，並同時使用MP2（MPEG-1 Audio Layer II）音訊壓縮。某些如Onda VX979+這類的播放器，使用北京君正生產的晶片組可支援RealNetworks影片格式。使用SigmaTel技術的播放器可以支援SMV（SigmaTel影片）。

## AMV
雖然這是MP4播放器的主要格式之一，但此格式的影像壓縮運算法則以現代標準來看效率十分低落（每位元組4像素，而MPEG-2 / DVD影片普遍超過10像素）。解析度範圍為96 × 96至208 × 176像素，幀率為每秒12或16張，一部30分鐘解析度160 × 120像素的影片檔案大小大約100MB。

## MTV
此另一廣泛的MP4播放器影片格式，MTV（與電視無關），為一系列以512位元組組成在MP3播放時顯示的無壓縮影像。運作時，音訊會通過晶片的解碼器，同時顯示器的記憶體指示器會被調整成下一張圖而形成影片。雖然此方法會消耗大量的記憶體，但並不需要任何額外硬體設備供解碼。因此，運作解碼檔案時可以減少使用MP4播放器的空間。

## 其它格式
现在亦有大量MP4播放器支持FLV、WMV、MPEG及RMVB等格式。

## 操作手冊
MP4播放器的操作手冊沒有一致性，糟糕的翻譯給予使用者困擾，操作手冊也可能有介紹的功能與機器不相符的情形。因產品的來源問題，經常沒有聯絡管道或網站資訊。

## 外部連結
- 中國南部的MP4播放器指南 （页面存档备份，存于）